# Ombilic (surface)

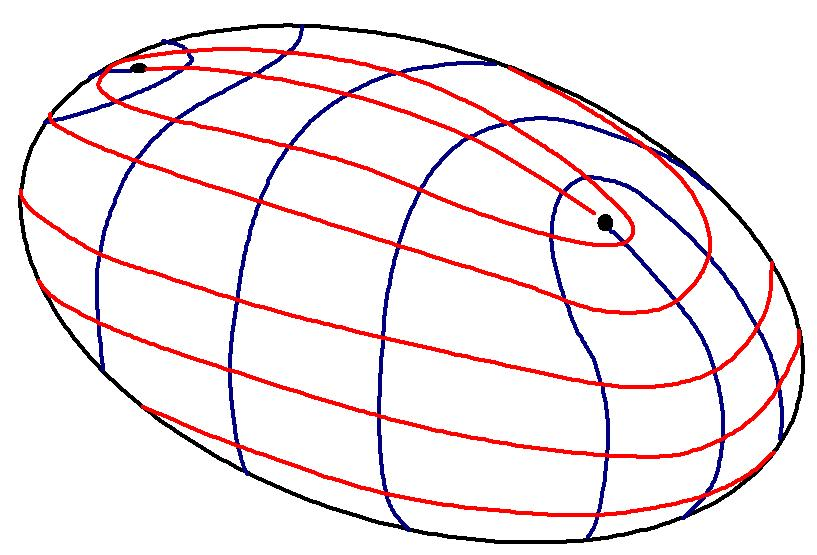
représentation des lignes de courbures d'un ellipsoïde, montrant les ombilics comme points singuliers d'une des séries de lignes (points de Darboux)

Sur une surface, on appelle ombilic un point au droit duquel les deux courbures principales de la surface sont égales.
La surface présente donc localement une forme soit sphérique soit plane (point méplat).
Au droit d'un ombilic, d'après le théorème d'Euler, toutes les courbes tracées sur la surface présentent une courbure égale.
Le plus souvent, les ombilics sont des points isolés de la surface. Cependant, ceci n'est pas nécessaire. En particulier, tous les points de la sphère sont des ombilics, et cette propriété est caractéristique.
Les intersections des surfaces de révolution avec l'axe de révolution sont des ombilics (s'ils ne sont pas singuliers).